# Покоління Вояджер (фільм, 2021)
«Покоління Вояджер» (англ. Voyagers) — науково-фантастичний фільм режисера Ніла Бергера, який вийшов у 2021 році.

## Сюжет
Дія фільму відбувається в недалекому майбутньому, в ньому розповідається про одіссею 30 юнаків і дівчат, які вирушають в космос в місії з пошуку нового дому.

## У ролях
- Колін Фаррелл — доктор Річард Оллінг
- Тай Шерідан — Крістофер
- Лілі-Роуз Депп — Села
- Фінн Вайтгед — Джек
- Айзек Гемпстед Райт — Едвард
- Квінтесса Свінделл — Джулі
- Арчі Мадекве — Кел
- Арчі Рено — Алекс
- Медісон Ху — Анда

## Виробництво
У січні 2019 року було оголошено про те, що Ніл Бергер буде писати сценарій фільму і режисерувати його. Фільм описувався як «„Володар мух“ в космосі». У квітні 2019 року Колін Фаррелл, Тай Шерідан, Лілі-Роуз Депп і Фінн Вайтгед були серед тих, хто проходив проби для знімання у фільмах, а знімання мало початися в Румунії у червні. У червні 2019 року Вівейк Калра, Квінтесса Свінделл, Арчі Мадекуї, Арчі Рено приєдналися до акторського складу фільму, а розповсюджувачем фільму стала Lionsgate.
Знімальний період фільму почався в Румунії у червні 2019 року.